# Етикет (търговия)
Вижте пояснителната страница за други значения на Етикет.
Етикетът е графичен/текстови знак, нанесен във вид на лепенка, отрязък или талон на стока, експонат или всякакъв друг производствен продукт, с указание за търговска марка, производител, название, дата на производство, състав, качество, стандарт, срок на годност, начин на съхранение и употреба и др.

## История
Предшественици на съвременните етикети са клеймата, които поставяли производителите на напитки (основно вина) на амфори, бутилки и др. глинени съдове. До началото на нашата ера човечеството не познава хартията и се използват парчета кожа или пергамент.
Появата на хартията в Европа оказва силно въздействие на външния вид на етикетите. Хартията се оказва много по-подходяща от клеймото, пергамента и кожата за предаване на информация. На хартиените етикети освен информация за името на продукта, производителя и мястото на произход, започват да се появяват и рекламни съобщения и информация за използването и употребата на стоката.
Основна заслуга за развитие на етикета има винопроизводството. До 1820 г. винените етикети започват да приличат на тези, които съществуват в наши дни, но се отличават със строг и лаконичен стил. Първоначално те имат обикновена правоъгълна или овална форма. С течение на времето в изработването на етикетите навлизат всевъзможни орнаменти, винетки и гербове, ангели, светци, монаси, битови сцени и живописни пейзажи и др. Едни и същи вина се продават с различен етикет, в зависимост от страната, в която се изнасят. Разбира се, в онези времена няма никакви официални правила за съдържанието на етикетите: обикновено те съдържат само информация за географския произход, производителя и мястото на производство. През 1834 г. винопроизводителите започват да поставят на етикетите и информация за годината на реколтата. За периода от 1820 г. до 1920 г. производството на шампанско вино се увеличава от 2 до 20 милиона бутилки годишно, като не на последно място голяма роля за 10-кратното увеличение изиграва етикетът. Малкото късче хартия се превръща в мощен двигател на търговията и средство за информация за клиентите.
Първите официални правила за етикирането на вината се появяват в началото на XX век. Оттогава на етикетите се обръща все по-голямо внимание: над тяхното художествено оформление работят такива знаменити художници, като Салвадор Дали, Марк Шагал, Пабло Пикасо и Анди Уорхол.
- Етикет на риза
- Етикети-лепенки на банани
- Етикет на шампанско
- Етикет на бира

## Знаци, изписвани на етикетите на продукти
По решение на производителите или по предписание/задължение от закон на етикетите присъстват знаци, които да осведомят потребителя относно различни аспекти от употребата на даден продукт: условията за пране на дрехи, начините за изхвърляне на отпадъците и рециклирането им, съдържанието на хранителните изделия, химическия състав на почистващите препарати, количеството, теглото, телефони за връзка с производителя или разпространителя на стоката и пр.